# 진공 이젝터

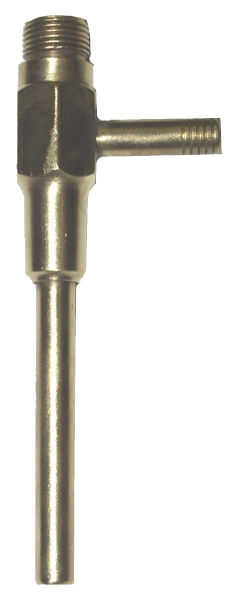
황동 흡인기. 물 입구와 출구는 각각 상단과 하단에 있다. 공기 흡입구가 측면에 있다.

진공 이젝터(眞空 ejector) 또는 베큠 이젝터(vacuum ejector) 간단히 이젝터(ejector)는 벤투리 효과를 통해 진공을 생성하는 진공펌프의 한 유형이다.
이젝터에서는 작동 유체(액체 또는 기체)가 제트 노즐을 통해 먼저 단면적이 좁아졌다가 팽창하는 튜브로 흐른다. 제트를 떠나는 유체는 베르누이의 원리로 인해 낮은 압력을 갖게 되어 진공을 생성하는 빠른 속도로 흐르고 있다. 그런 다음 외부 튜브는 고속 작동 유체가 진공에 의해 흡입된 유체와 혼합되어 배출될 수 있는 충분한 속도를 제공하는 혼합 구역으로 좁아진다. 그런 다음 일반적으로 배출되는 유체의 속도를 줄이기 위해 튜브가 팽창한다. 흐름을 통해 압력이 외부 압력으로 원활하게 증가하도록 한다.
생성되는 진공의 강도는 유체 제트의 속도와 모양, 수축 및 혼합 부분의 모양에 따라 달라지지만, 액체가 작동 유체로 사용되는 경우 생성되는 진공의 강도는 액체(물의 경우 25°C 또는 77°F에서 3.2kPa 또는 0.46psi 또는 32mbar)의 증기압에 의해 제한된다. 그러나 가스를 사용하는 경우에는 이러한 제한이 존재하지 않는다.
작동 유체의 소스를 고려하지 않는다면 진공 이젝터는 동일한 용량의 자체 구동 진공 펌프보다 훨씬 더 컴팩트할 수 있다.

## 같이 보기
- 인젝터
- 진공펌프